# Synidotea brazhnikovi
Synidotea brazhnikovi är en kräftdjursart som beskrevs av Gurjanova 1933. Synidotea brazhnikovi ingår i släktet Synidotea och familjen tånglöss. Inga underarter finns listade i Catalogue of Life.